# Génis-Grünschiefer
Der Génis-Grünschiefer ist eine geologische Formation aus dem Unterdevon des französischen Massif Central. Die Formation bildet Teil der Génis-Einheit.

## Etymologie
Der Génis-Grünschiefer ist nach seiner Typlokalität benannt, der französischen Gemeinde Génis im Nordosten des Départements Dordogne.

## Geographie und Geologie

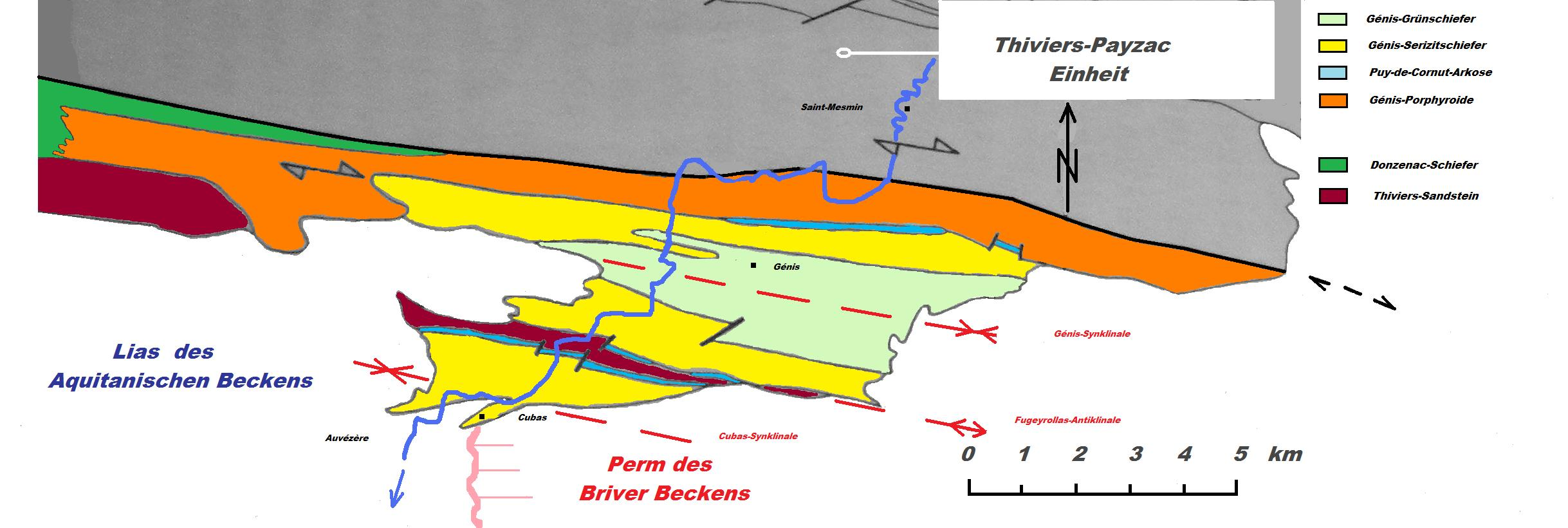
Geologische Karte der Génis-Einheit

Der Génis-Grünschiefer (auf der gegenüber stehenden geologischen Karte in Hellgrün) ist nur im Herzen der Génis-Synklinale aufgeschlossen. Das Aufschlussgebiet bildet ein spitzes, sich nach Südsüdost öffnendes Dreieck von 6 Kilometer Länge und 3 Kilometer Breite. Der Grünschiefer überlagert in der Synklinale die Génis-Serizitschiefer (in Gelb). Die Formation taucht nach Südsüdost unter permische Rotsedimente des Briver Beckens ab. Nordöstlich von Anlhiac wird sie von Lias des Aquitanischen Beckens bedeckt bzw. hebt in der Synklinalachse westlich des Auvézère gegenüber den Serizitschiefern aus.

## Petrologie
Der Génis-Grünschiefer ist eine recht abwechslungsreiche Formation, die sich aus Orthoprasiniten, Metadoleriten, Gabbros, Tuffen und Kieselschiefern zusammensetzt.
Die Orthoprasinite stellen das Gros der Grünschiefer. Sie sind sehr massive, feinkörnige, gelegentlich schiefrige Gesteine von grünlicher bis violetter Färbung. Ihr ehemaliger vulkanischer Charakter gibt sich stellenweise noch durch Blasen, Variolen und Kissenlaven zu erkennen. Das ursprüngliche magmatische Gefüge ist aphyrisch. Mikrolithen aus Plagioklas bilden ein Netzwerk, in dem sich Chlorit, Aktinolith und seltener auch Epidot und Calcit erkennen lassen. Dieses magmatische Gefüge ist jedoch von der Metamorphose weitgehend zerstört worden. Die metamorphe Paragenese besteht jetzt aus kleinkörnigem Albit, paketartigem Chlorit, ab und zu zoniertem Epidot, strahligem Aktinolith, Pumpellyit, Calcit und Opakminerale. Das metamorphe Gefüge ist feinkörnig und granoblastisch, mitunter auch lagig gebändert, erkennbar an der bevorzugten Ausrichtung der Opakminerale.
Die Metadolerite sind sehr harte, fein- bis mittelkörnige Gesteine von dunkelgrüner Farbgebung. In den gröberen Varietäten erscheint prismatisches Pyroxen im Millimeterbereich. Der Mineralbestand der feinkörnigen Varietäten – diabasartige Dolerite – ist nur unter dem Mikroskop zu erkennen. Magmatische Überreste sind hellrosafarbener Augit (in Diopsid- bzw. Salitnähe) und Plagioklas, der als rechteckige Latten saussuritisiert vorliegt. Innerhalb der Formation ist eine Entwicklung der Dolerite hin zu schiefrigen Amphibolitgesteinen mit nematoblastischem Gefüge zu beobachten. Die entstehende Schieferung wird dabei durch die Ausrichtung der Aktinolithnadeln, der Chloritblätter, der Epidotsektionen und der feinkörnigen Albite unterstrichen.
Die Metagabbros sind sehr massive, dunkelgrüne bis schwarze Gesteine. Sie erscheinen nur als kleinere Körper innerhalb der Orthoprasinite und Metadolerite, deren größter an der rechten Talseite der Auvézère unterhalb von Moulin du Pont ansteht. Ihre Korngröße variiert vom Millimeter- in den Zentimeterbereich. An Mineralen sind erkennbar weißer oder grünlicher Plagioklas und dunkelgrünes bis schwarzes Pyroxen. Das Gefüge ist körnig, der Plagioklas liegt saussuritisiert vor und die Zusammensetzung des Pyroxens ist identisch mit dem Pyroxen der Metadolerite. Auch die metamorphe Paragenese ist die gleiche wie bei den Metadoleriten.
Die Tuffe sind schiefrig und sehr albitreich. Sie zeigen beispielsweise bei Sarrazanas eine schiefrige Matrix von seidigem Glanz und grünlicher bis violetter Farbtönung. Hiervon heben sich kleine Feldspataugen ab, welche rosa oder weiß gefärbt sind und nur die Größe eines Stecknadelkopfes aufweisen. An einigen Stellen liegen die Tuffe brekziös vor. Unter dem Mikroskop besteht die Matrix aus Serizit und Chlorit und die Augen aus hypidiomorphen bis idiomorphen, serizitisierten Plagioklasprismen (nahezu reiner Albit).
Die tiefroten Kieselschiefer sind sehr harte und überaus feinkörnige Gesteine. Sie sind innerhalb der Formation nur als kleine, linsige Körper im Meterbereich anzutreffen. Es handelt sich hier um jaspisartige Mikroquarzite, die aus einem Mosaik winziger Quarzkörner von 10 bis 20 μ zusammengesetzt sind. Manche Proben lassen Streifen mit fibrillärer Kieselsäure erkennen. Südlich des Weilers Vieillecroze wurden in einer metergroßen Linse Überreste von kreisrunden bis elliptischen Radiolarien entdeckt. Ihr schlechter Erhaltungszustand verhinderte jedoch eine Artzuweisung.

### Chemische Zusammensetzung
| Oxid Gew. % | Grünschiefer 1 | Grünschiefer 2 | Grünschiefer 3 | Grünschiefer 4 | Grünschiefer 5 |
| ----------- | -------------- | -------------- | -------------- | -------------- | -------------- |
| SiO2        | 43,80          | 45,60          | 46,20          | 47,20          | 48,40          |
| TiO2        | 2,21           | 1,62           | 2,47           | 2,03           | 2,28           |
| Al2O3       | 16,00          | 17,10          | 15,05          | 14,65          | 14,80          |
| Fe2O3       | 5,25           | 2,80           | 2,40           | 3,85           | 2,35           |
| FeO         | 8,35           | 8,55           | 8,90           | 8,65           | 6,95           |
| MnO         | 0,21           | 0,18           | 0,18           | 0,18           | 0,16           |
| MgO         | 6,70           | 7,85           | 7,60           | 6,05           | 5,65           |
| CaO         | 10,00          | 9,10           | 9,45           | 9,95           | 11,05          |
| Na2O        | 2,70           | 3,45           | 3,20           | 3,05           | 4,20           |
| K2O         | 0,25           | 0,06           | 0,15           | 0,18           | 0,05           |
| P2O5        | 0,21           | 0,16           | 0,23           | 0,19           | 0,25           |
| H2O−        | 0,05           | 0,15           | 0,07           | 0,05           | 0,20           |
| H2O+        | 4,00           | 3,85           | 3,70           | 3,30           | 2,80           |

Die mafischen Grünschiefer sind anhand ihres Chemismus ozeanische Tholeiite – überwiegend basaltisch, gelegentlich aber auch andesitisch. Sie weisen eine sehr starke sekundäre Anreicherung an Na2O auf und sind daher als Spilite einzustufen. Diese Spilitisierung ist im Bas-Limousin auch in anderen Metavulkaniten vorhanden und ist wahrscheinlich tief hydrothermalen Ursprungs.

## Tektonik
Der Génis-Grünschiefer ist wie die anderen Formationen der Génis-Einheit innerhalb der Génis-Synklinale zusätzlich sekundär verfaltet. Der Faltenbau ist aufrecht, engständig und besitzt eine Wellenlänge von rund 150 Meter. Die senkrechten Faltenachsenebenen streichen Ostsüdost (N 110). Die Faltenachsen tauchen mit 10° nach OSO ab. Dieser duktile, als Zugfalten interpretierte Faltenbau, wird von einem Nordost-streichenden Querbruch bei Paquetie rechtshändig spröd versetzt. 
Insgesamt kann die Génis-Einheit mit ihrem Schichtpaket als Teil einer transpressiven, dextralen Scherzone angesehen werden.